# Kimito friherreskap
Kimito friherreskap var ett feodalt län beläget i Kimito socken, Egentliga Finland. Det donerades till rikskanslern Axel Oxenstierna 5 februari 1614. Han överlät 1652 friherreskapet till sin son Johan. Efter Johan Oxenstiernas död förvaltades friherreskapet av familjen. Det indrogs vid reduktion till kronan 1681.
Friherreskapet omfattade ursprungligen 119 mantal i Kimito socken. 1619 utökades det med Nynäs gård i Nousis och underlydande hemman. 1627 utökades det med resten av Kimito. Friherreskapet omfattade då drygt 300 mantal. 